# Princess Cyclecar Company
Princess Cyclecar Company war ein US-amerikanischer Hersteller von Automobilen.

## Unternehmensgeschichte
Das Unternehmen wurde 1913 in Detroit in Michigan gegründet. Im gleichen Jahr begann die Produktion von Automobilen. Der Markenname lautete Little Princess.
1914 kam es zu einer Reorganisation. Nachfolger wurde die Princess Motor Car Company mit dem Markennamen Princess.

## Fahrzeuge
Im Angebot stand entgegen der Firmierung ein Kleinwagen und kein echtes Cyclecar. Das Fahrzeug hatte einen Vierzylindermotor mit 69,85 mm Bohrung, 101,6 mm Hub und 1557 cm³ Hubraum. Er war mit 14/16 PS angegeben. Die Motorleistung wurde über ein Planetengetriebe und eine Kardanwelle an die Hinterachse übertragen.
Das Fahrgestell hatte 224 cm Radstand. Der Aufbau war ein offener Roadster mit zwei Sitzen nebeneinander.